# Auf Christi Himmelfahrt allein, BWV 128
Auf Christi Himmelfahrt allein, BWV 128 (Només l'Ascensió de Crist), és una cantata religiosa de Johann Sebastian Bach per a la festa de l'Ascensió, estrenada a Leipzig, el 10 de maig de 1725.

## Origen i context
El text forma part del conjunt de nou llibrets de Christiane Mariane von Ziegler (vegeu BWV 68), encara que estrictament no sigui una cantata coral com li correspondria per la data de composició. El primer moviment, que li dona títol, és la primera estrofa de l'himne homònim d'Ernst Sonnemann (1661) i el darrer número és la quarta estrofa d'O Jesu, meine Lust de Matthäus Habermann, conegut com a Avenarius (1673), els números interns no es refereixen a cap dels dos himnes emprats, contràriament al que passa amb les cantates corals. Per al dia de l'Ascensió es conserven, a més d'aquesta, les cantates BWV 11 (oratori de l'Ascensió), BWV 37 i BWV 43.

## Anàlisi
Obra escrita per a contralt, tenor, baix i cor; trompeta aguda, dues trompes, dos oboès d'amor, oboe da caccia corda i baix continu. Consta de cinc números.
1. Cor: Auf Christi Himmelfahrt allein (Només l'Ascensió de Crist)
2. Recitatiu (tenor): Ich bin bereit, komm, hole mich! (Estic a punt, vine a buscar-me!)
3. Ària i recitatiu (baix): Auf, auf, mit hellem Schall (Arreu hom proclama)
4. Ària (duet de contralt i tenor): Sein Allmacht zu ergründen (Cap ésser humà aconseguirà)
5. Coral:  Alsdenn so wirst du mich (Llavors em situaràs)

El cor inicial és molt rellevant, protagonitzat per la melodia del coral Allein Gott in der Höh’sei Ehr – una adaptació de la melodia gregoriana del Gloria in excelsis– segueix la forma d'un motet concertant sobre cantus firmus. El número 2 és un recitatiu secco de tenor sobre un versicle de la Primera carta als Corintis (13, 12), i en destaca el dramatisme que acompanya les paraules Jammer, Angst und Pein (plor, angoixa i sofriment). L'ària de baix amb recitatiu, número 3, és brillant i festiva d'acord amb el text que canta la presa de possessió de Jesús del seu regne, expressat per un compàs ternari i un solo de la trompeta molt agut. El número 4, és un duet de contralt tenor, que contrasta amb l'ària anterior, molt íntim a ritme de siciliana, amb l'acompanyament rellevant de l'oboè d'amor, canta un versicle de l'evangeli de Mateu (25, 33). El coral final amb el text indicat d'Avenarius, amb una melodia de O Gott, du frommer Gott, atribuïda a Ahasverus Fritsch (1679), clou la cantata que té una durada aproximada d'uns vint minuts.

## Discografia seleccionada
- J.S. Bach: Das Kantatenwerk. Sacred Cantatas Vol. 7. Gustav Leonhardt, Knabenchor Hannover (Heinz Hennig, director), Collegium Vocale Gent (Philippe Herreweghe, director), Leonhardt-Consort, René Jacobs, Kurt Equiluz, Max van Egmond. (Teldec), 1994.
- J.S. Bach: The complete live recordings from the Bach Cantata Pilgrimage. CD 20: St Giles' Cripplegate, Londres; 10 de maig de 2000. John Eliot Gardiner, Monteverdi Choir, English Baroque Soloists, Meg Bragle, Andrew Tortise, Dietrich Henschel. (Soli Deo Gloria), 2013.
- J.S. Bach: Complete Cantatas Vol. 15. Ton Koopman, Amsterdam Baroque Orchestra & Choir, Bogna Bartosz, Jörg Dürmüller, Klaus Mertens. (Challenge Classics), 2004.
- J.S. Bach: Cantatas Vol. 35. Masaaki Suzuki, Bach Collegium Japan, Robin Blaze, Makoto Sakurada, Peter Kooij. (BIS), 2007.
- J.S. Bach: Church Cantatas Vol. 40. Helmuth Rilling, Gächinger Kantorei, Bach-Collegium Stuttgart, Gabriele Schreckenbach, Aldo Baldin, Wolfgang Schöne. (Hänssler), 1999.